# Soteriscus fructuosi
Soteriscus fructuosi är en kräftdjursart som beskrevs av Albert Vandel1960. Soteriscus fructuosi ingår i släktet Soteriscus och familjen Porcellionidae. Inga underarter finns listade i Catalogue of Life.